# الحملات العشر الكبرى
الحملات العشر الكبرى (باللغة الصينية: 十全武功; بينيين: Shíquán Wǔgōng) سلسلة من الحملات العسكرية شنتها إمبراطورية تشينغ الصينية في منتصف وأواخر القرن الثامن عشر في عهد الإمبراطور تشيان لونغ (حكم 1735-1796). هدفت ثلاث حملات منها إلى توسيع نطاق سيطرة سلالة تشينغ في آسيا الداخلية: اثنتان منها ضد شعب زونغار (1755-1757) وواحدة من أجل «تهدئة» سنجان (1758-1759). واتجهت الحملات السبع الأخرى نحو ضبط الأمن على حدود الأراضي المسيطر عليها: حربان لقمع شعب جيارونغ في جينتشوان، سيتشوان، وأخرى لقمع التايوانيين الأصليين (1787-1788)، وأربع بعثات خارجية ضد البورميين (1765-1769) والفيتناميين (1788-1789) وحربان ضد الجوركا على الحدود بين التبت ونيبال (1790-1792).

## الحملات

### ثلاث حملات ضد شعب زونغار وواحدة لتهدئة سنجان

#### الحملة الأولى
من الحملات العشر، كانت إبادة شعب زونغار (أو زنغهار) الأكثر أهمية. وأمنت تهدئة زونغاريا في عام 1755 وقمع ثورة ألتيشار كوجاز في وقت لاحق الحدود الشمالية والغربية لسنجان، وأزالت التنافس على الدالاي لاما في التبت، وقضت على أي نفوذ منافس في منغوليا. أدى ذلك مباشرة إلى تهدئة النصف الجنوبي من سنجان الإسلامي الناطق بالأتراكية.

#### الحملة الثانية
في عام 1752، تنافس داواتشي والأمير الخويدي الأويراتي أمورسانا على لقب خان الزونغار. هزم داواتشي أمورسانا مرات متكررة ولم يسمح له بالتعافي. لذا أُجبر أمورسانا على الفرار مع جيشه الصغير إلى بلاط تشينغ الإمبراطوري. تعهد الإمبراطور تشيان لونغ بدعم أمورسانا بمجرد أن يقبل أمورسانا سلطة تشينغ؛ ودعم الأخوان خوجه برهان الدين وخواجه آي جهان أمورسانا والصينينين. في عام 1755، أرسل تشيان لونغ جنرال المانشو تشاوهوي وساعده أمورسانا وبرهان الدين وخواجه آي جهان لقيادة حملة ضد الزونغار. وبعد عدة مناوشات ومعارك صغيرة على طول نهر إيلى، اقترب جيش تشينغ بقيادة تشاوهوي من إيلى (ينينغ) وأجبر داواتشى على الاستسلام. عين تشيان لونغ أمورسانا بصفة خان خويت وأصبح واحدًا من الخانات الأربعة المتساوين - ما أثار استياء أمورسانا، الذي أراد أن يكون خان زونغار.
في صيف 1756، بدأ أمورسانا ثورة زونغارية ضد الصينيين بمساعدة الأمير تشينغونجاف. ردت إمبراطورية تشينغ في بداية 1757 وأرسلت الجنرال تشاوهوي بدعم من برهان الدين وخواجه آي جهان. ومن بين المعارك الكثيرة التي وقعت، صُورت المعارك الأهم في لوحات تشيان لونغ. انشق زعيم الزونغار أيوشي منضمًا لصفوف تشينغ وهاجم معسكر زونغار في غادان-أولا (معركة غادان-أولا).

#### حملة في ألتيشار (الحملة الثالثة)
هزم الجنرال تشاوهوي الزونغار في معركتين: معركة أوروي جالاتو (1758) ومعركة كورونغي (1758). في المعركة الأولى، هاجم تشاوهوي معسكر أمورسانا ليلًا؛ بقي أمورسانا قادرًا على القتال إلى أن تلقى تشاوهوي تعزيزات كافية لهزيمته. وبين معركتي أوروي جالاتو وكورونغي، هزم الصينيون بقيادة الأمير كابدان-جاب أمورسانا في معركة خورغوس (المعروفة في نقوش تشيان لونغ باسم «نصر خورغوس»). وفي جبل كورونغي، هزم تشاوهوي أمورسانا في هجوم ليلي على معسكره بعد أن عبر نهرًا ودفعه للتراجع. لإحياء ذكرى انتصارَي تشاوهوي، بنى تشيان لونغ معبد شنغد في بينينغ، موطن أطول تمثال خشبي يصور بوداسف أفالوكيتسفارا في العالم، والذي أعطى المعبد اسمه البديل «معبد بوذا الكبير». بعد ذلك، خضع هواخيسي من توربان لإمبراطورية تشينغ. بعد كل هذه المعارك، هرب أمورسانا إلى روسيا (حيث مات) وهرب تشينغونجاف شمالًا إلى داركهاد لكنه أُسر في وانغ تولجوي وأُعدم في بكين.
بعد الحملة الثانية ضد الزونغار في عام 1758، بدأ اثنان من نبلاء ألتيشار، هما الأخوان خوجه برهان الدين وخواجه آي جهان، ثورة ضد إمبراطورية تشينغ. انضم لهما من تبقى من الزونغار، إضافة إلى الشعوب القيرغيزية، وأتراك الواحات (الأويغور) في ألتيشار (حوض تاريم). بعد الاستيلاء على عدة بلدات في ألتيشار، بقي حصنان تحت سيطرة المتمردين في ياركاند وكاشغر في نهاية عام 1758. وظل المسلمون الأويغور من توربان وهامي، ومن بينهم أمين خوجه وخوجه سي بك، موالين لإمبراطورية تشينغ وساعدوا نظام تشينغ في محاربة الأويغور في ألتيشار الذين كانوا بقيادة برهان الدين وخواجه آي جهان. حاصر تشاوهوي ياركاند بلا جدوى وخاض معركة غير حاسمة خارج المدينة؛ تُعرف هاتان العمليتان تاريخيًا باسم معركة تونغوزلوك. استولى تشاوهوي على بلدات أخرى شرق ياركاند، لكنه اضطر إلى التراجع. فرض متمردو زونغار والأويغور حصارًا على تشاوهوي سمي حصار النهر الأسود (كارا أوسو). في 1759, طلب تشاوهوي تعزيزات فأرسل إليه 600 جندي, تحت إمرة الجنرالين فود وماتشانغ التامة, إضافة إلى 200 فارس بقيادة نامجيل; وكان من الضباط رفيعي المستوى المرافقين أيضًا أريغون ودوبين ودوانجيبو وفولو ويان شانغشي وجانجمبو وإيسامو وأغوي وشوهيد. في 3 فبراير 1759، نصب أكثر من 5000 فارس من الجيش المعادي بقيادة برهان الدين كمينًا لقوات الإغاثة البالغ عددها 600 في معركة قرمان. أوقف سلاح الفرسان التابع لكل من الأويغور والزونغار من قبل الزامبوراك (الجمال الحاملة مدافع) والفرسان والرماة التابعين لتشينغ؛ قاد نامجيل وماتشانغ الفرسان في أحد الجناحين. قُتل نامجيل، أما ماتشانغ فأُنزل من على ظهر الخيل وتابع القتال على قدميه بقوسه. بعد معركة صعبة، خرجت قوات تشينغ منتصرة وهاجمت معسكر زونغار، فانسحب الزونغار الذين يحاصرون النهر الأسود. بعد الانتصار في قرمان، اجتاح جيش تشينغ المدن المتمردة المتبقية. قاد منغروي فصيلة من الفرسان وهزم فرسان زونغار في معركة قوس-كولاك. تراجع الأويغور من قوس-كولاك قبل أن يهزمهم تشاوهوي وفود في معركة أركول (ألتيشار) في 1 سبتمبر 1759. هُزم المتمردون مرة أخرى في معركة يسيل كول نور. بعد هذه الهزائم، فر برهان الدين وخواجه آي جهان مع جيشهما الصغير من المؤيدين إلى بدخشان. ووعد سلطان شاه بدخشان بحمايتهما لكنه تواصل مع إمبراطورية تشينغ ووعد بتسليمهما. حين جاء المتمردون الفارون إلى عاصمة السلطان، هاجمهم وأسرهم. وعندما وصل جيش تشينغ إلى عاصمة سلطان شاه، سلم المتمردين الأسرى وخضع إلى إمبراطورية تشينغ.

### قمع شعوب تلة جينتشوان (1747-1749، 1771-1776)

#### الحملة الأولى
كان قمع جينتشوان الأكثر تكلفة وصعوبة وتدميرًا بين الحملات العشر الكبرى. تقع جينتشوان (المضاءة، «المجرى الذهبي») شمال غرب تشنغدو في سيتشوان الغربية. سكنتها قبائل جيارونغ، المرتبطة بشعب التبت في أمدو. كانت الحملة الأولى 1747- 1749 عملية بسيطة؛ استطاع فيها جيش تشينغ دفع زعماء القبائل الأصليين إلى قبول خطة سلام باستخدام قليل من القوة، ثم غادر.

#### الحملة الثانية
أدخل الصراع العرقي تشينغ إلى الصورة بعد 20 عامًا. وكانت النتيجة إجبار قوات تشينغ على خوض حرب استنزاف طويلة كلفت الخزانة الإمبراطورية أضعاف المبالغ التي أنفقت في الحملات السابقة ضد الزونغار وسنجان. تراجعت القبائل المقاومة إلى أبراجها وحصونها الحجرية المبنية في جبال شديدة الانحدار والتي لا تسقطها سوى نيران المدافع. أباد جنرالات تشينغ شعب التبت في جيارونغ بلا رحمة، ثم أُعيد تنظيم المنطقة لتصبح ولاية عسكرية وجيء بسكان أكثر تعاونًا.
وعندما عادت القوات المنتصرة إلى بكين، رُنمت أغنية احتفالية تكريمًا لها، سجل اليسوعي الفرنسي جان جوزيف ماري أميوت نسخة منها بالمانشو وأرسلها إلى باريس.